# Citheronia regalis
Citheronia regalis är en fjärilsart som beskrevs av Fabricius 1793. Citheronia regalis ingår i släktet Citheronia, och familjen påfågelsspinnare. Inga underarter finns listade.

## Bildgalleri

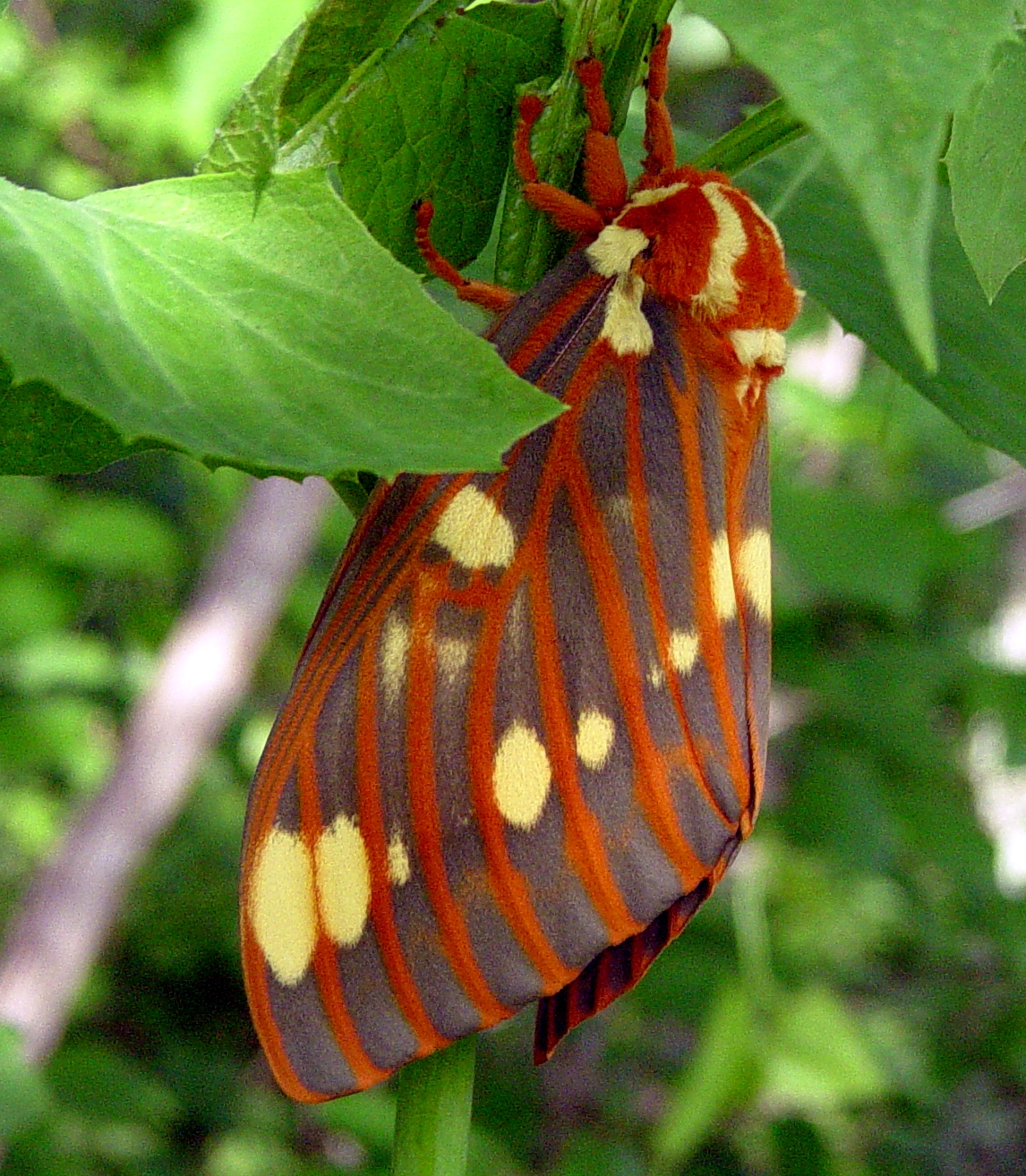
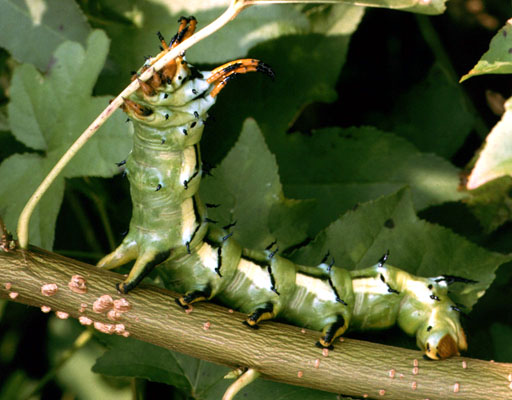
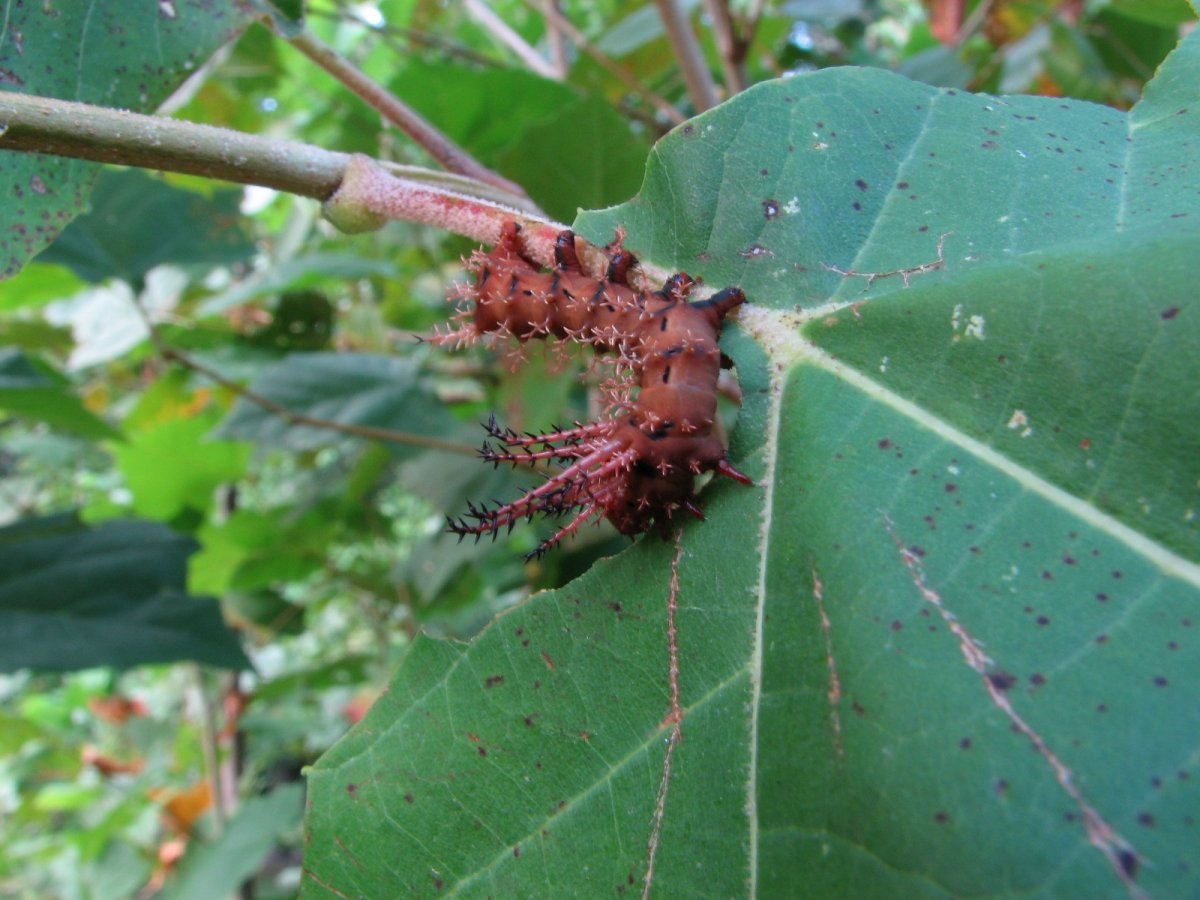
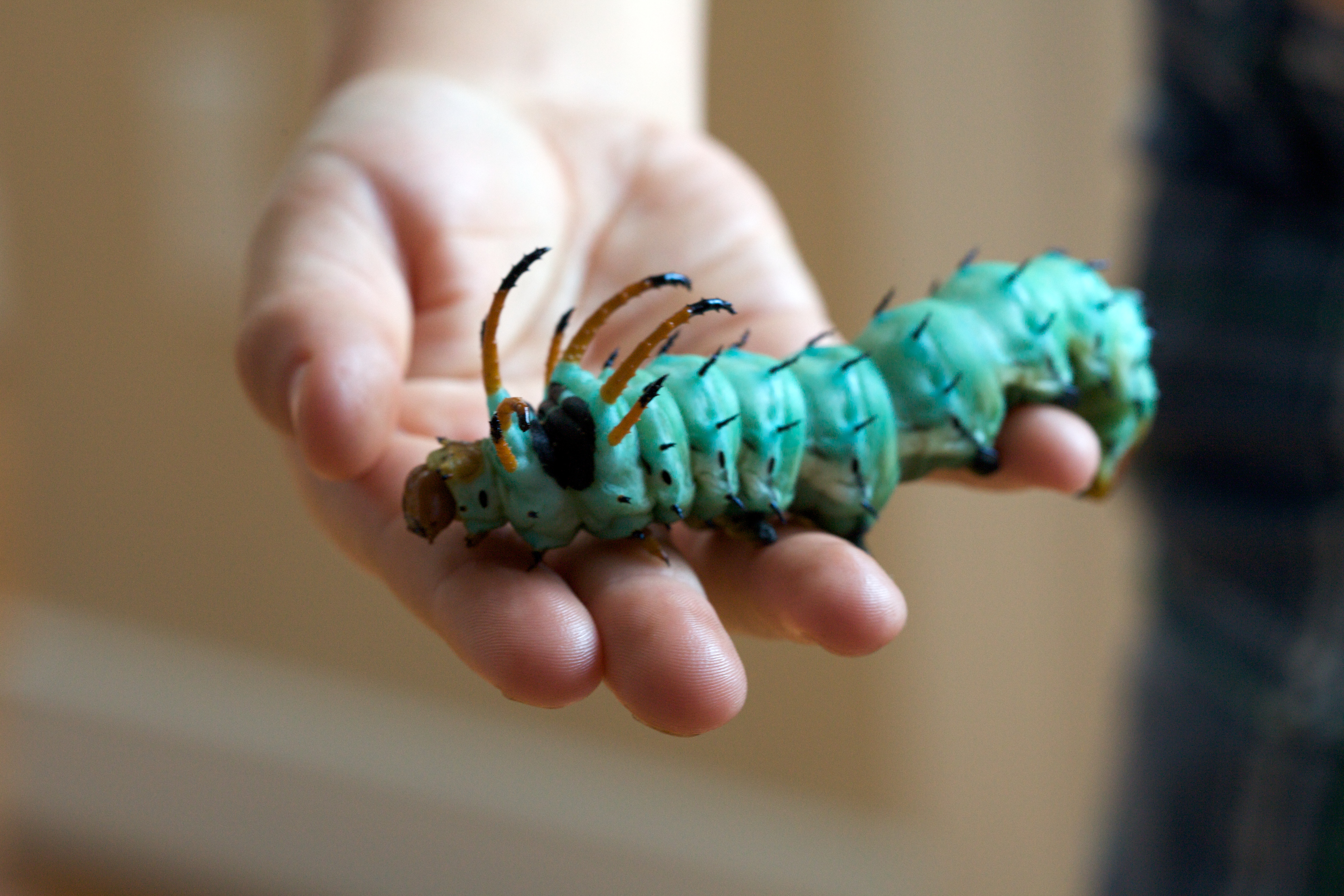
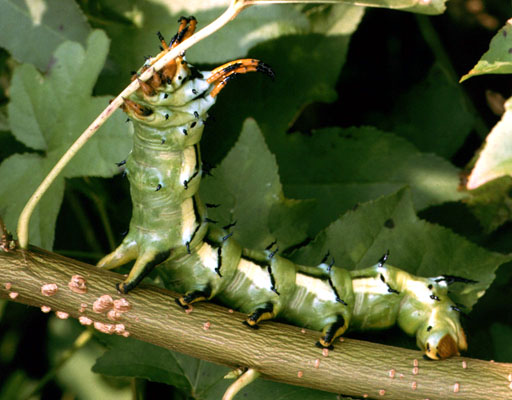
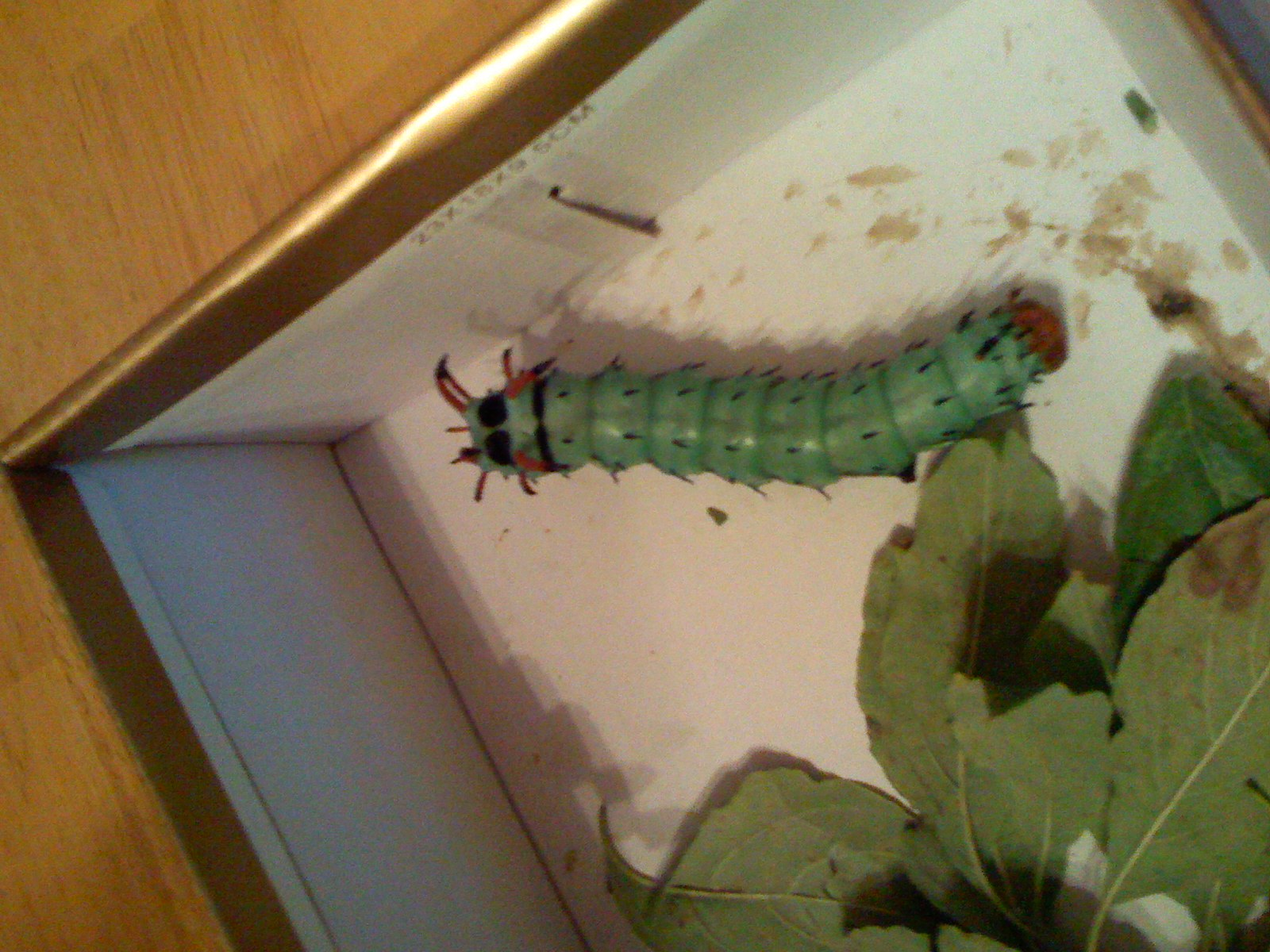